# Thomas-Münzer-Schacht
Der Thomas-Münzer-Schacht, auch Thomas-Müntzer-Schacht, ist ein stillgelegtes Kupferschiefer-Bergwerk in Sangerhausen im Landkreis Mansfeld-Südharz im Land Sachsen-Anhalt.

## Geographie

### Lage
Die Schachtanlage befindet sich nördlich des Bahnhofs Sangerhausen.

### Geologie
Beim Abteufen des Schachts wurden bis 299 m Teufe Buntsandstein, bis 462 m Teufe Zechstein ohne Steinsalz, bis 470 m Teufe Oberes Rotliegendes (Porphyrkonglomerat) und bis 686 m Teufe Oberkarbon (Mansfelder Schichten) angetroffen. Aus dem Niveau der 5. (455 m Teufe) und der 7. Sohle (656 m Teufe) wurde Kupferschiefer gefördert.

## Geschichte
Der Schacht wurde anfangs als Schacht Sangerhausen bezeichnet. Die Arbeiten zum Abteufen wurden 1944 begonnen und endeten bei einer Teufe von 52 m. Darauf wurden die Arbeiten gegen Ende des Zweiten Weltkrieges eingestellt und erst im Juni 1947 wieder aufgenommen. Zeitgleich wurde der Röhrigschacht als Flucht- und Wetterschacht abgeteuft. Das Kupferschieferflöz wurde 1949 auf dem Niveau der 5. Sohle erreicht. Am 3. September 1950 wurde der Schacht zu Ehren des Theologen und Anführers in den Bauernkriegen Thomas Müntzer getauft. Anschließend wurde der Schacht von 1950 bis 1953 auf die Teufe von 686 m vertieft.

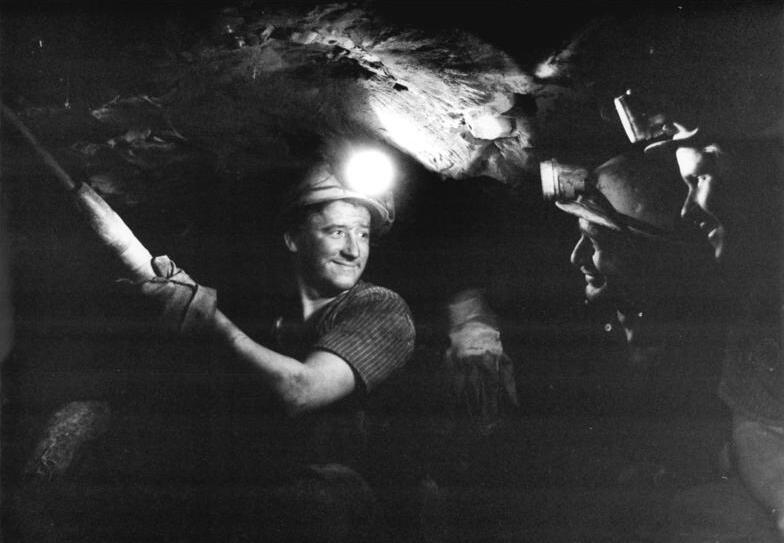
Bergarbeiter im Thomas-Münzer-Schacht

Der Abbau des Kupferschiefer begann am 9. September 1951 durch den VEB Mansfeldkombinat Wilhelm Pieck Eisleben. Nachdem in den ersten Jahren der Abraum nahe dem Schacht abgelagert wurde, wurde ab 1955 mit dem Transport des Abraums per Seilbahn und Höhenförderanlage zur Halden Hohe Linde begonnen. Der Abbau setzte sich in der Folge vom Nordfeld über das Westfeld zum Süd- und Ostfeld fort. Auf der 9. Sohle (579 m unter NN) erreichte der Thomas-Münzer-Schacht seine größte Teufe.
Flucht- und Wetterverbindung bestand über das Nordfeld zur 1. Sohle des Röhrigschachts. Weiterhin seit 1961 über das Südfeld zur 8. Sohle des Bernard-Koenen-Schacht I. Im Westfeld wurden die Schächte Brücken 1 und 2 bis zur 6. Sohle (369 m unter NN) als Flucht- und Wetterschächte gebohrt.
Die Grubenwassermengen erhöhten sich zunehmend und erreichten teilweise Jahresdurchschnittswerte von 17,5 m³/min Salzwasser, die gefördert werden mussten. Nachdem mittlerweile das Westfeld im Jahre 1988 und das Ostfeld 1989 durch Dämme abgeriegelt und das Südfeld wegen Überflutung aufgegeben worden war, wurde der Betrieb des Bergwerks 1990 eingestellt. Bis zum 10. August 1990 wurden rund 16,6 km² Flözfläche abgebaut. 1992 wurde das Grubenfeld geflutet und der Thomas-Münzer-Schacht inklusive der Schächte Brücken 1 und 2 verfüllt.
Seit 1990 heißt der Schacht wieder Schacht Sangerhausen.